# 前进报节
前进报节（葡萄牙語：Festa do Avante!）是葡萄牙共产党于每年9月第一个周末举行的大型游园活动，自1976年开始举行。这项活动得名于葡萄牙共产党中央委员会机关报《前进报》。葡共曾在里斯本周边各地举办该活动，像FIL公园、阿朱达、洛里什。在1990年代初期葡共于塞沙尔举办一次大型筹款后，葡共每年都在塞沙尔附近的阿莫拉镇的阿塔拉亚庄园举办前进报节。
葡萄牙国内外众多知名艺术家出席过该活动，如伊凡·林斯、茱蒂·歌琳、马龙·德奥·利维拉。